# Astelia hemichrysa
Astelia hemichrysa ist eine Pflanzenart aus der Gattung der Astelia innerhalb der Familie der Asteliaceae. Sie ist auf den beiden Inseln Réunion und Mauritius heimisch.

## Beschreibung
Astelia hemichrysa ist eine zum Teil epiphytisch wachsende, ausdauernde krautige Pflanze. Die Laubblätter weisen eine Länge von etwa 50 bis 60 Zentimeter und eine Breite von etwa 2,5 bis 3 Zentimeter auf.
Astelia hemichrysa ist zweihäusig getrenntgeschlechtig (diözisch). Der dicke Blütenstandsschaft ist kürzer als die Laubblätter. Der Gesamtblütenstand setzt sich aus mehreren etwa 4 bis 5 Zentimeter langen rispigen Teilblütenständen zusammen, die sich nach außen biegen. Es sind fünf bis sechs Spatha pro Blütenstand vorhanden. Die immer eingeschlechtige, kleine, weiße Blüte ist dreizählig. Die sechs Blütenhüllblätter sind frei.
Jeder rispige Teilfruchtsstand trägt zwischen 15 und 20 Beeren. Die birnenförmige Beeren besitzen eine leuchtend grüne bis gelbliche Farbe. Die Beeren erinnern vom Geschmack her nicht an Ananas, obwohl diese Pflanzenart auf Réunion auch den Trivialnamen „Ananas marron“ trägt. Die Beeren enthalten kleine, schwarze, kantige Samen.

## Ökologie
Astelia hemichrysa wächst beispielsweise in einem Sumpfgebiet (Macchabée-Bel Ombre Biosphere Reserve auf Mauritius) zusammen mit Lycopodium-, Pandanus-, Sphagnum-Arten und Blechnum attenuatum. Durch die Entdeckung, dass Astelia hemichrysa nicht auf Réunion endemisch ist, sondern auch auf Mauritius verbreitet ist, wurde angenommen, dass die Verbreitung dieser Pflanze durch die Aufnahme der Samenkörner durch Vögel ihre Verbreitung findet. Angenommen wird, dass Vogelarten wie: Mauritius-Halsbandsittich (Psittacula echo), Stachelbürzler (Coracina typica), Mauritius-Brillenvogel (Zosterops chloronothos) und Mauritiusweber (Foudia rubra) für die weitere Verbreitung der Art auf anderen Inseln rund um die Antarktis verantwortlich ist.

## Vorkommen
Ursprünglich wurde davon ausgegangen, dass Astelia hemichrysa auf Réunion endemisch ist. Davon ging auch Carl Johan Fredrik Skottsberg noch 1938 aus. Als R. E. Vaughan 1938 auf Mauritius das erste Astelia-Exemplar in Händen hielt, stellte er fest, dass es sich um die gleiche Art handelte, die auch auf Réunion zu finden ist. Sie kommt auf beiden Inseln in den etwas höher gelegenen Regenwäldern vor, beispielsweise im Black-River-Gorges-Nationalpark auf Mauritius und auf der „Ile de Bourbon“, bekannter unter dem Namen Réunion, dort im Fôret de Bélouve.

## Systematik
Diese Art wurde im Jahre 1786 unter dem Namen Dianella hemichrysa von Jean-Baptiste de Lamarck in Encyclopédie Méthodique, Botanique, 2, 276 erstveröffentlicht. Von Carl Peter Thunberg wurde sie 1808 in Dracaena, 5 unter dem Namen Dracaena hemichrysa in die Gattung Dracaena und von Jean Louis Marie Poiret 1811 in Encyclopédie Méthodique, Botanique, Supplement 2, S. 349 unter dem Namen Cordyline hemichrysa in die Gattung Cordyline gestellt. Von Karl Sigismund Kunth wurde diese Art 1850 in Enumeratio Plantarum Horti Botanici Berolinensis, ..., 5, S. 56 in die Gattung Astelia, unter dem Namen Astelia hemichrysa gestellt. Astelia hemichrysa Brongn. ex Cordem. ist ein weiteres Synonym.